# SStB Gutenberg
Az SStB  Gutenberg az Osztrák Déli Államvasút (SStB) szerkocsis gőzmozdonya volt.
Ez volt az utolsó SStB beszerzésű mozdony, és az első, melyet Sigl bécsben 1857-ben épített. A GUTENBERG név utalás arra, hogy Sigl eredetileg nyomdagépeket épített.
A mozdony 1858-ban, amikor az SStB-t eladták, az osztrák magántársasághoz, a Déli Vasúthoz került a 12  (1864-től 17) sorozatszámmal  és a 291 pályaszámmal. 1880-ban selejtezték a gépet.

## Fordítás
- Ez a szócikk részben vagy egészben  a   SStB – Gutenberg című német Wikipédia-szócikk fordításán alapul.  Az eredeti cikk szerkesztőit annak laptörténete sorolja fel. Ez a jelzés csupán a megfogalmazás eredetét és a szerzői jogokat jelzi, nem szolgál a cikkben szereplő információk forrásmegjelöléseként.